# 平鳍旗鱼
（学名：Istiophorus platypterus），又名芭蕉旗鱼，俗称破雨伞、雨笠仔、雨伞鱼、破钟，为一种大型掠食性鱼类，隶属于旗鱼科旗鱼属，分布于全世界热带水域。该鱼身体修长，上颚极长，第一片背鳍形似船帆。其背部为暗蓝色，腹部为银灰色。平鳍旗鱼主要以小鱼和头足类为食，会与其他同类一同捕猎成群的猎物。该鱼每年夏季于浅水区繁殖，一次可产下逾400万枚卵。幼鱼在6月大时生长放缓，至3—4岁大时性成熟。该鱼是颇受欢迎的游钓鱼。目前虽针对平鳍旗鱼的商业捕捞较少，但其常遭意外捕获，故种群仍面临较大的渔业压力，目前IUCN将其评为易危。

## 外貌描述
平鳍旗鱼身体修长，上颚极长，长度大致等于下颚的两倍，上有绒毛状齿。其第一片背鳍极长而高，呈帆状，第二片背鳍与臀鳍均短而凹。该鱼胸鳍和腹鳍细长，后者一直延伸至臀鳍处。其腹侧有一条沟，腹鳍可陷于其中。平鳍旗鱼背部呈暗蓝色，腹部为银灰色，有20条浅蓝色纵纹，体侧线清晰可见。平鳍旗鱼可长到340厘米长，体重100千克。

## 物种分类
平鳍旗鱼隶属于旗鱼属，该属属名源自古希腊语，由和二词组合而来，前者意为“船帆”，后者则意为“携带”。传统上旗鱼属内包含分布于印度洋-太平洋海域的平鳍旗鱼和大西洋海域的大西洋旗鱼，但分子证据指出各水域的旗鱼基因并无显著不同，旗鱼属下应只有平鳍旗鱼一个有效种。

## 物种分布
平鳍旗鱼广泛分布于全世界热带海域，具体纬度因大洋而异，但一般不会高于北纬50度或南纬40度，於加勒比海、墨西哥湾以及菲律宾、巴布亚新几内亚、夏威夷、塔希提和马克萨斯群岛等地外海尤其常见。此外，该鱼在大西洋的种群似乎会随猎物密度与水温变化而洄游。

## 生态与习性

### 食性

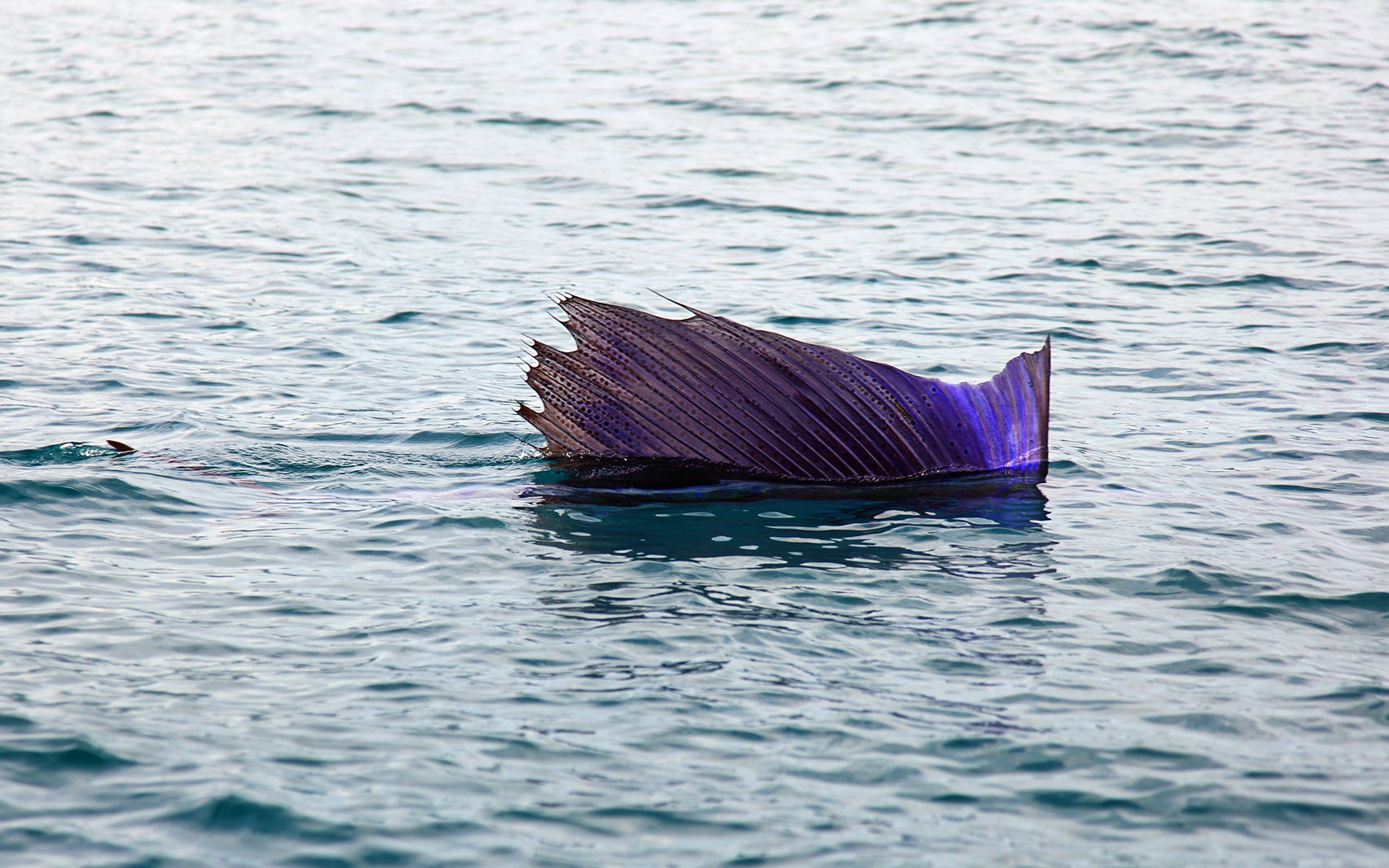
在捕食时立起背鳍的平鳍旗鱼

平鳍旗鱼主要的猎物为沙丁鱼、鲱鱼、鲭鱼、颌针鱼等集群鱼类和头足类。该鱼有集群捕猎的习性，常结成6—40条的群体一同捕猎。在捕猎时，平鳍旗鱼会立起背鳍以降低吻部抖动并校准方向，使得其可以更为精准的命中猎物。
一群平鳍旗鱼会轮番用其长吻戳刺或挥砍猎物。虽然约七成的攻击并不会直接杀死猎物，但足以使猎物因受伤而减速以便于后续捕食。当有一条平鳍旗鱼进行攻击时，其余个体通常会保持距离，这可能是为了防止尖吻误伤彼此。虽然有传言称平鳍旗鱼捕猎时的冲刺速度可达30.4米/秒，但对其肌肉组织的分析指出其游泳速度不会超过8.3米/秒，且实际上平鳍旗鱼在捕食时反而会减速以能确保能准确命中猎物。

### 生命周期

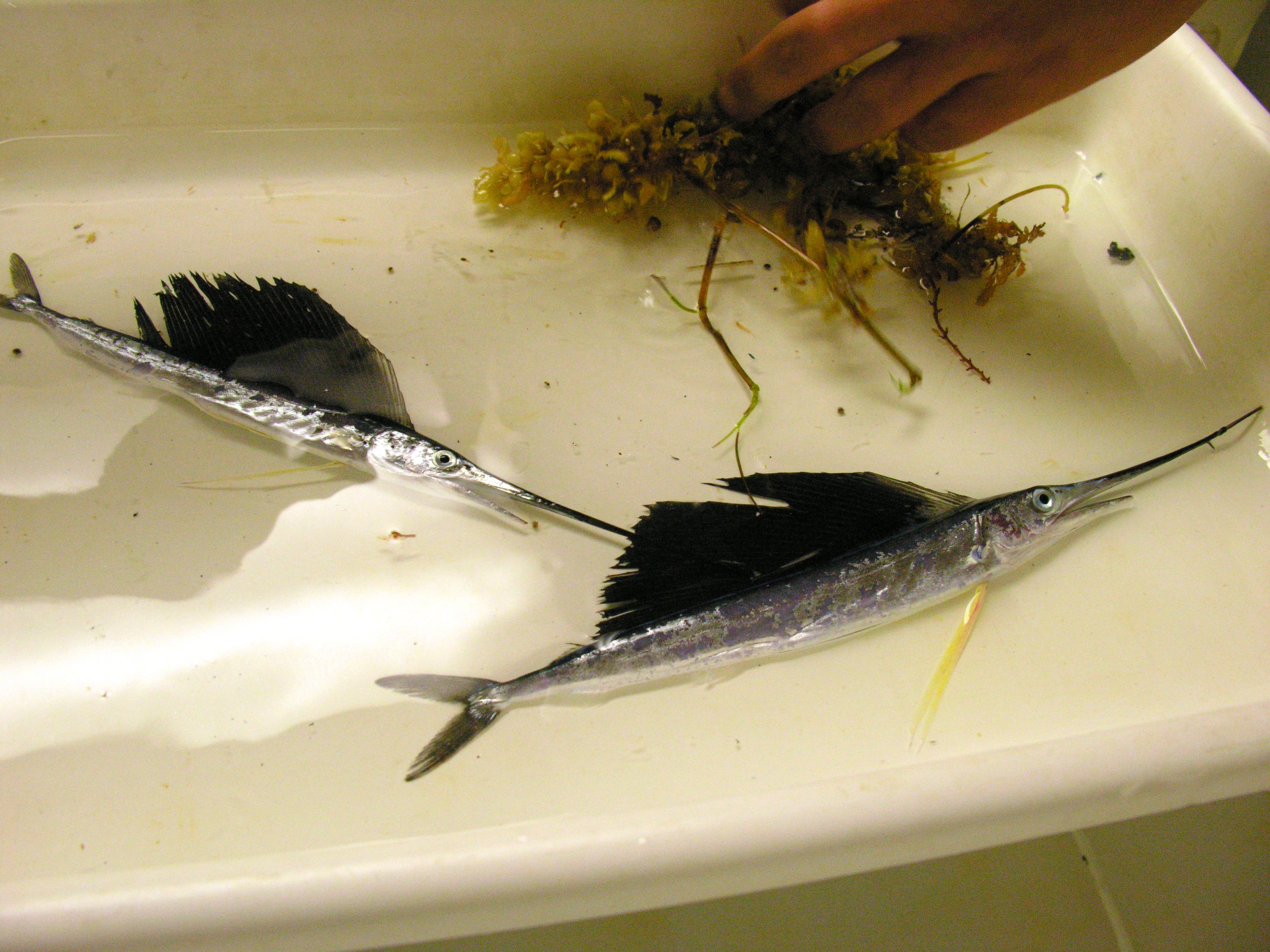
平鳍旗鱼的鱼苗

平鳍旗鱼主要于夏季在浅水区繁殖。繁殖时，雌性平鳍旗鱼会将背鳍露出水面，身边会有雄鱼伴游并一同将精子和卵子洒入水中。平鳍旗鱼一次可洒下400—500万枚卵。刚孵化的鱼苗在额头与鳃盖有棘刺，且无旗鱼标志性的长吻。幼鱼长至20厘米左右时形态已与成鱼相仿。6月龄大的幼鱼体长1.4米，重2.7千克，此后其体型增长会放缓。平鳍旗鱼在3—4岁时性成熟，最高寿命为15岁。

### 天敌与寄生虫
平鳍旗鱼的天敌主要为鲯鳅等大型掠食鱼类。其有30余种已知的寄生虫，体内寄生虫包括蛔虫、线虫、吸虫、棘头动物和单殖纲生物，体外寄生虫则有等足类、藤壶和桡脚类。

### 共生物种
舟鰤和数种䲟鱼会与平鳍旗鱼伴游。

## 同人类的关系

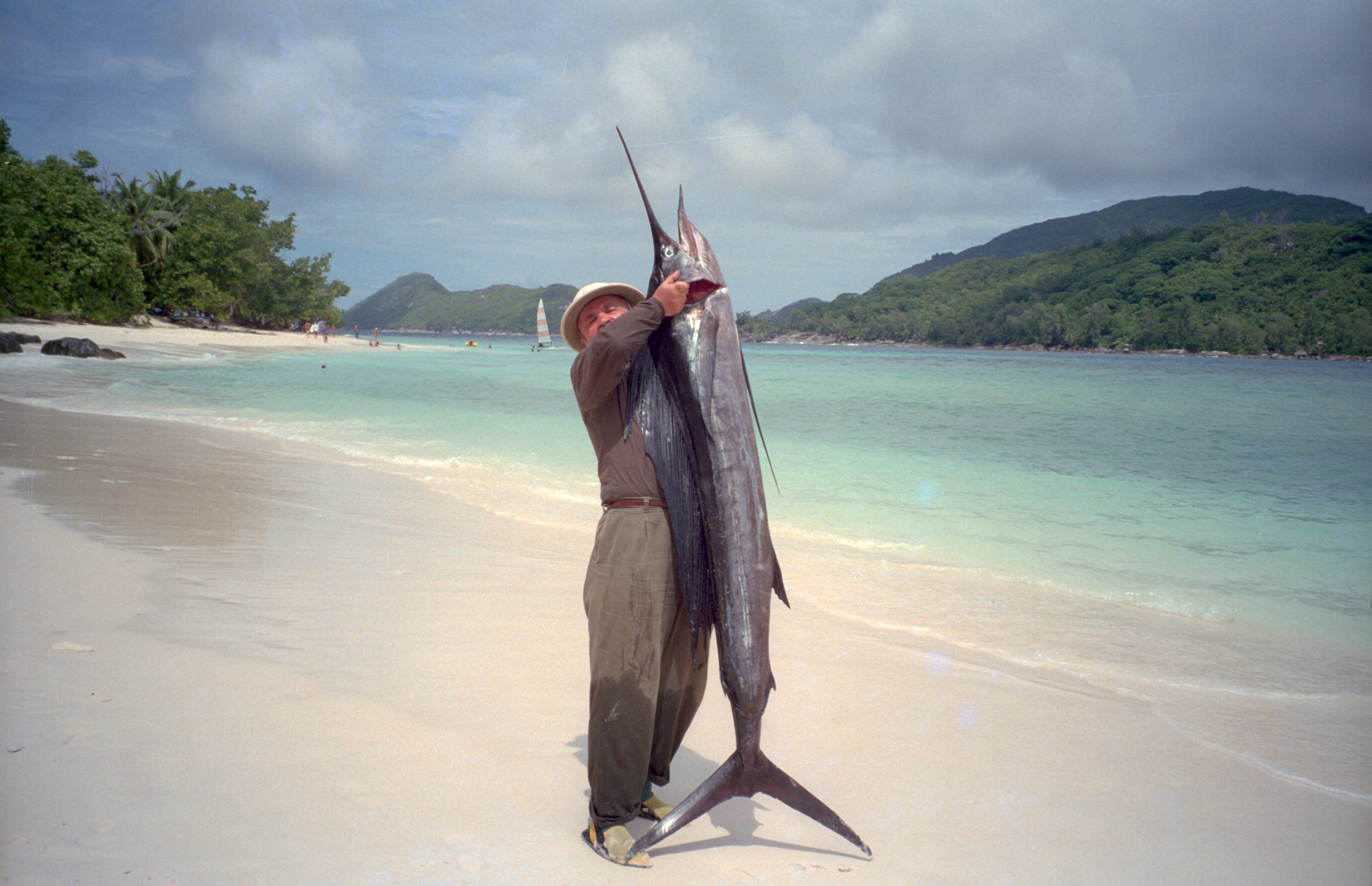
一名钓手与他钓上的平鳍旗鱼合影，摄于塞舌尔

目前针对平鳍旗鱼的商业捕捞相当有限，但该鱼常被捕捞金枪鱼等鱼种的延绳捕鱼船意外捕获，其中有约四分之一的渔船会选择将平鳍旗鱼放生，其余的则会将其烟熏后出售。然而，该鱼颇受游钓爱好者的青睐。目标该鱼的钓手一般使用整条的脂眼凹肩鲹、科利鲭、金鲹、巴西鱵等中小型鱼类作为活饵，或是使用路亚。上钩的平鳍旗鱼挣扎力度极大，钓手通常需要待鱼精疲力竭才能将其拉上船，而被拖上船的平鳍旗鱼仍会剧烈挣扎，此时钓手可能会被其尖吻刺伤。

### 种群现状
由于印度洋和东大西洋沿岸国家渔业发展迅猛，平鳍旗鱼种群整体呈下降趋势。据IUCN估计，在2005—2017年间全球平鳍旗鱼种群下降了约30%，且占全球数量87%的印度洋种群已处于过度捕捞之下。此外，由于相关国家的渔业数据多不完整，其实际面临的捕捞压力很有可能高于预期。IUCN将该物种评为“易危”。